# Tim Unger
Tim Unger (* 15. Juli 1994) ist ein deutscher American-Football-Spieler auf der Position des Outside Linebackers. Für die Saison 2023 der European League of Football steht er bei den Raiders Tirol unter Vertrag.

## Werdegang
Osnabrück Tigers
Unger spielte beim SV Bad Laer 16 Jahre lang Fußball und vier Jahre lang Basketball. 2014 nahm er bei den Osnabrück Tigers erstmals an einem American-Football-Training teil. Während seiner ersten Saison wurde Unger im Sommer 2015 in das Regionalliga-Team der Tigers aufgenommen und dort als Wide Receiver, Kicker und Returner eingesetzt. Insgesamt verzeichnete er acht Touchdowns. Die Saison beendete er mit den Tigers auf dem zweiten Platz.
New Yorker Lions Braunschweig
Bei einem American-Football-Camp in Bremerhaven fiel Unger den Verantwortlichen der New Yorker Lions auf. Wenig später wurde er vom Braunschweiger Team in den Kader aufgenommen und zum Defensive Back umgeschult. In seiner ersten Saison bei den Lions nahm er noch eine nachgeordnete Rolle ein, kam aber beim Sieg im German Bowl XXXVIII gegen die Schwäbisch Hall Unicorns zum Einsatz. Darüber hinaus gewann er mit den Lions auf internationaler Ebene seinen ersten Eurobowl. In der Saison 2017 entwickelte sich Unger zum Stammspieler und Leistungsträger als Cornerback. In der GFL fing er neun Interceptions, wovon er zwei zum Touchdown retournierte. Addiert mit seinen 14 Pass-Break-ups führte Unger die Liga in verteidigten Pässen an. Während die Niedersachsen den Eurobowl verteidigen konnten, mussten sie sich im German Bowl den Unicorns geschlagen geben. Auch in der folgenden Saison gewannen sie den Eurobowl, schieden in der GFL aber bereits im Halbfinale aus. 2019 wurde Unger ein zweites Mal Deutscher Meister.
Swarco Raiders Tirol
Im Jahr 2020 schloss sich Unger den Swarco Raiders aus Innsbruck an. Aufgrund der Covid-19-Pandemie entschieden sich die Raiders, 2020 nicht am Spielbetrieb teilzunehmen, weshalb Unger erst während der AFL-Saison 2021 sein Debüt für die Raiders gab. Unger wurde mit den Raiders österreichischer Meister. Im CEFL Bowl unterlagen sie hingegen den Schwäbisch Hall Unicorns.
Zur Saison 2022 traten die Innsbrucker unter dem Namen „Raiders Tirol“ mit ihrer besten Mannschaft der European League of Football bei. Auch Unger wurde in den ELF-Kader befördert. Dabei stand er als Outside Linebacker im Roster. Zu Saisonbeginn wurde er zudem als Kicker eingesetzt, konzentrierte sich aber nach einer kleinen Verletzung nur noch auf die Defense. Bis dahin hatte er drei von fünf Field-Goal- und neun von elf Extrapunktversuchen verwandelt. Mit den Raiders erreichte er das Halbfinale, das jedoch gegen die Hamburg Sea Devils verloren ging.
Nationalmannschaft
Im Januar 2022 wurde Unger in den erweiterten Kader der deutschen Nationalmannschaft berufen.

## Erfolge
Individuelle Erfolge
- Bester Athlet der GFL-Saison in der Kategorie Passes Defended (2017)

Titel
- German Bowl Sieger (2016, 2019)
- Eurobowl Sieger  (2016, 2017, 2018)
- Austrian Bowl Sieger (2021)

## Statistiken
| Jahr                                                             | Team             | Spiele | Starts | Tackles | Tackles | Tackles | Tackles | Tackles | Passverteidigung | Passverteidigung | Passverteidigung | Passverteidigung | Passverteidigung | Fumbles | Fumbles | Fumbles |
| Jahr                                                             | Team             | Spiele | Starts | Total   | Solo    | Ast     | TFL     | Sack    | INT              | Yds              | TD               | BrUp             | PD               | FF      | FR      | TD      |
| ---------------------------------------------------------------- | ---------------- | ------ | ------ | ------- | ------- | ------- | ------- | ------- | ---------------- | ---------------- | ---------------- | ---------------- | ---------------- | ------- | ------- | ------- |
| German Football League                                           |                  |        |        |         |         |         |         |         |                  |                  |                  |                  |                  |         |         |         |
| 2016                                                             | New Yorker Lions | 12     |        | 015     | 012     | 03      | 0       | 0,0     | 0                | 000              | 0                | 01               | 01               | 0       | 0       | 0       |
| 2017                                                             | New Yorker Lions | 14     |        | 061     | 052     | 09      | 0       | 0,0     | 09               | 147              | 2                | 14               | 23               | 0       | 1       | 0       |
| 2018                                                             | New Yorker Lions | 14     |        | 038     | 026     | 12      | 2       | 0,0     | 06               | 035              | 0                | 09               | 15               | 0       | 0       | 0       |
| 2019                                                             | New Yorker Lions | 13     |        | 040     | 030     | 10      | 2       | 0,0     | 0                | 000              | 0                | 05               | 05               | 0       | 0       | 0       |
| GFL Gesamt                                                       | GFL Gesamt       | 53     |        | 154     | 120     | 34      | 4       | 0,0     | 15               | 182              | 2                | 29               | 44               | 0       | 1       | 0       |
| Austrian Football League                                         |                  |        |        |         |         |         |         |         |                  |                  |                  |                  |                  |         |         |         |
| 2021                                                             | Swarco Raiders   | 06     |        | 019     | 16      | 03      |         | 0,0     | 0                | 000              | 0                | 01               | 01               | 0       | 0       | 0       |
| AFL Gesamt                                                       | AFL Gesamt       | 06     |        | 019     | 16      | 03      |         | 0,0     | 0                | 000              | 0                | 01               | 01               | 0       | 0       | 0       |
| European League of Football                                      |                  |        |        |         |         |         |         |         |                  |                  |                  |                  |                  |         |         |         |
| 2022                                                             | Raiders Tirol    | 12     | 1      | 019     | 06      | 13      | 0,0     | 0,0     | 01               | 008              | 0                | 01               | 02               | 0       | 0       | 0       |
| 2023                                                             | Raiders Tirol    | 12     | 6      | 028     | 14      | 14      | 2,0     | 1,5     | 0                | 0                | 0                | 01               |                  | 1       | 1       | 0       |
| ELF Gesamt                                                       | ELF Gesamt       | 24     | 7      | 047     | 20      | 27      | 2,0     | 1,5     | 01               | 08               | 0                | 02               | 02               | 1       | 1       | 0       |
| Quellen: stats.gfl.info, gameday.austria, sportsmetrics.football |                  |        |        |         |         |         |         |         |                  |                  |                  |                  |                  |         |         |         |

| Jahr                                                                    | Team             | Spiele | Starts | Tackles | Tackles | Tackles | Tackles | Tackles | Passverteidigung | Passverteidigung | Passverteidigung | Passverteidigung | Passverteidigung | Fumbles | Fumbles | Fumbles |
| Jahr                                                                    | Team             | Spiele | Starts | Total   | Solo    | Ast     | TFL     | Sack    | INT              | Yds              | TD               | BrUp             | PD               | FF      | FR      | TD      |
| ----------------------------------------------------------------------- | ---------------- | ------ | ------ | ------- | ------- | ------- | ------- | ------- | ---------------- | ---------------- | ---------------- | ---------------- | ---------------- | ------- | ------- | ------- |
| German Football League                                                  |                  |        |        |         |         |         |         |         |                  |                  |                  |                  |                  |         |         |         |
| 2016                                                                    | New Yorker Lions | 1      | 0      | 02      | 01      | 1       | 0       | 0,0     | 0                | 0                | 0                | 0                | 0                | 0       | 0       | 0       |
| 2017                                                                    | New Yorker Lions | 3      | 3      | 02      | 01      | 1       | 0       | 0,0     | 1                | 3                | 0                | 4                | 5                | 0       | 0       | 0       |
| 2018                                                                    | New Yorker Lions | 2      | 2      | 15      | 12      | 3       | 1       | 0,0     | 0                | 0                | 0                | 1                | 1                | 0       | 0       | 0       |
| 2019                                                                    | New Yorker Lions | 3      | 0      | 02      | 02      | 0       | 0       | 0,0     | 0                | 0                | 0                | 0                | 0                | 0       | 0       | 0       |
| GFL Gesamt                                                              | GFL Gesamt       | 9      | 5      | 21      | 16      | 5       | 1       | 0,0     | 1                | 3                | 0                | 5                | 6                | 0       | 0       | 0       |
| Austrian Football League                                                |                  |        |        |         |         |         |         |         |                  |                  |                  |                  |                  |         |         |         |
| 2021                                                                    | Swarco Raiders   | 2      | 0      | 04      | 04      | 0       |         | 0,0     | 0                | 0                | 0                | 0                | 0                | 0       | 0       | 0       |
| AFL Gesamt                                                              | AFL Gesamt       | 2      | 0      | 04      | 04      | 0       |         | 0,0     | 0                | 0                | 0                | 0                | 0                | 0       | 0       | 0       |
| European League of Football                                             |                  |        |        |         |         |         |         |         |                  |                  |                  |                  |                  |         |         |         |
| 2022                                                                    | Raiders Tirol    | 1      | 0      | 04      | 02      | 2       | 1,0     | 0,0     | 0                | 0                | 0                | 0                | 0                | 0       | 0       | 0       |
| ELF Gesamt                                                              | ELF Gesamt       | 1      | 0      | 04      | 02      | 2       | 1,0     | 0,0     | 0                | 0                | 0                | 0                | 0                | 0       | 0       | 0       |
| Quellen: stats.gfl.info, gameday.austria, stats.europeanleague.football |                  |        |        |         |         |         |         |         |                  |                  |                  |                  |                  |         |         |         |

## Sonstiges
Unger ist in Bad Laer aufgewachsen. Er ist ausgebildeter Dachdecker und schloss später eine Weiterbildung zum Vermessungstechniker ab. 2017 stand Unger zur Wahl für die Auszeichnung des Sportler des Jahres in Osnabrück.